# Kraftwerk Klösterle
Das Kraftwerk Klösterle ist ein Laufwasserkraftwerk der illwerke vkw AG in der Gemeinde Klösterle in Vorarlberg. Es wurde von den Vorarlberger Kraftwerken nach etwa dreijähriger Bauzeit 1997 in Betrieb genommen. Das Kraftwerk nutzt den Höhenunterschied von 324 m zwischen Stuben und Danöfen. Die installierte Leistung beträgt 16 MW und das Kraftwerk produziert jährlich mehr als 60 GWh an elektrischer Energie.
Das Wasser der Alfenz wird auf einer Höhe von 1340 m ü. A. gefasst und durch den 3,4 km langen Albona- und den 1,7 km langen Burtschastollen II zum Speicher Burtscha geleitet, der einen Nutzinhalt von rund 6.900 m³ aufweist. Von diesem aus gelangt das Wasser in einer Gussrohrleitung, die auf ca. 240 m Länge im Burtschastollen I verläuft, zum Kraftwerk, wo zwei Francis-Turbinen  mit horizontalen Wellen installiert sind. Weiterhin wird Wasser im Nenzigasttal am Alt Maisäß in etwa 1340 m Höhe gefasst und dem Kraftwerk zugeleitet. Das abgearbeitete Wasser wird in einem Ausgleichsbecken aufgefangen und gleichmäßig in die Alfenz geleitet. Um die ökologische Funktionsfähigkeit der betroffenen Gewässer zu gewährleisten, wird eine Restwassermenge aus dem Speicher Burtscha abgegeben.

## Technische Daten
- Fallhöhe: 324 m
- Ausbauwassermenge: 6 m³/s[2]
- Engpassleistung im Turbinenbetrieb: 16 MW
- Drehzahl: 1.500/min
- Generator-Nennspannung: 6,6 kV
- Nennleistung je Generator: 9 MVA